# Wehringen
Wehringen település Németországban, azon belül Bajorországban. Lakosainak száma 3055 fő (2023. december 31.).

## Népesség
A település népessége az elmúlt években az alábbi módon változott:
| Lakosok száma | 755  | 1956 | 1911 | 2070 | 2911 | 2887 | 2841 | 2890 | 2991 | 3055 |
|               | 1875 | 1950 | 1975 | 1987 | 2012 | 2014 | 2016 | 2017 | 2021 | 2023 |